# Nowokijewski Uwal
Nowokijewski Uwal (russisch Новоки́евский Ува́л) ist ein Dorf (selo) in der Oblast Amur (Russland) mit 3476 Einwohnern (Stand 1. Oktober 2021).

## Geographie
Der Ort liegt etwa 180 km Luftlinie nordöstlich des Oblastverwaltungszentrums Blagoweschtschensk am nordwestlichen Rand der Seja-Bureja-Ebene. Er befindet sich knapp 4 km vom linken Ufer der Seja entfernt, etwas unterhalb der Einmündung ihres größten Nebenflusses Selemdscha. Deren kleinerer, linker Mündungsarm protoka Uwalskaja fließt wenig nördlich des Dorfes vorbei.
Nowokijewski Uwal ist Verwaltungssitz des Rajons Masanowski und Sitz der Landgemeinde Nowokijewski selsowet, zu der neben dem Dorf Nowokijewski Uwal noch das unmittelbar nördlich anschließende Dorf Nowokijewka und die Siedlung Pionerski gehören.

## Geschichte
1926 kam es zur Bildung des Masanowski rajon, dessen Zentrum sich zunächst im 8 km südwestlich unmittelbar am linken Ufer der Seja gelegenen namensgebenden Dorf Masanowo befand. Schon 1928 wurde der Verwaltungssitz in das neu gegründete Nowokijewski Uwal verlegt, da Masanowo zum wiederholten Mal stark von einer Überschwemmung der Seja und der Selemdscha in Mitleidenschaft gezogen worden war. Nowokijewski Uwal geht auf das um die Wende zum 20. Jahrhundert von Umsiedlern aus der Ukraine gegründete nahe Nowokijewka zurück, die es nach Kiew (russische Schreibweise, transkribiert Kijew) benannt hatten. Uwal in ein Regionalismus für Hügel und bezieht sich auf die etwas höhere Lage des neuen Dorfes, dessen Name daher etwa für Neu-Kiewer Hügel steht.

### Bevölkerungsentwicklung
| Jahr | Einwohner |
| ---- | --------- |
| 1939 | 1175      |
| 1959 | 2885      |
| 1970 | 3458      |
| 1979 | 5544      |
| 1989 | 5530      |
| 2002 | 4730      |
| 2010 | 4315      |
| 2021 | 3476      |

Anmerkung: Volkszählungsdaten

## Verkehr
Von Nowokijewski Uwal führen zwei Straßen in südöstlicher Richtung entlang der Seja nach Swobodny sowie weiter östlich nach Seryschewo. Beide kreuzen etwa 45 beziehungsweise gut 60 km vom Ort entfernt die Fernstraße M58 Amur von Tschita nach Chabarowsk, Teil der transkontinentalen Straßenverbindung. Von Nowokijewski Uwal in nordöstlicher Richtung führt die Straße weiter zu den am Mittel- und Oberlauf der Selemdscha gelegenen Siedlungen, wie Fewralsk, wo die Baikal-Amur-Magistrale gekreuzt wird, und Ekimtschan.